# György Bartal
György Bartal, podle obvyklého maďarského jmenného pořadí Bartal György (24. dubna 1785 Trávnik – 20. září 1865 Kráľovičove Kračany), byl maďarský právník, historik, politik, čestný člen Maďarské akademie věd.  Jeho stejnojmenný syn byl György Bartal (ministr).

## Život
György Bartal studoval v letech 1801 až 1805 práva na Královské akademii práva (Bratislava). Svou kariéru zahájil jako veřejný notář. V roce 1809 se stal advokátem. Brzy měl různé funkce, byl poslancem parlamentu. V roce 1848 působil na nově zřízeném uherském ministerstvu.

## Výběr z díla
- Commentariorum ad historiam status jurisque publici Hungariae aevi medii libri XV. Posonii (1847)
- Csallóköz történeti vázlata (1860)
- A párthus és hun-magyar scythákról (1860)

## Ocenění
- Rytíř Řádu zlaté ostruhy (1830)[1]
- Rytíř Královského uherského řádu sv. Štěpána (1833)[1]